# Ерица, Мария
Мария Е́рица (настоящее имя Мария Едличкова; 6 октября 1887 — 10 июля 1982) — моравская австрийская и затем американская оперная певица (сопрано), выступавшая на сцене Венской государственной оперы (1912 — 1935) и Метрополитен-оперы в Нью-Йорке (1921 — 1932 и 1951). 
Родилась в Брно. В 1910 году она дебютировала как Эльза в «Лоэнгрине» Вагнера в Оломоуце. Император Франц Иосиф услышал её пение и сразу же приказал, чтобы ей предложили контракт с Императорской оперой в Вене, где она пела главные партии в операх до начала 1920-х годов. Дебютировала в Метрополитен-опера 19 ноября 1921 года.
16 ноября 1926 года она исполнила главную роль в опере Пуччини «Турандот» на североамериканской премьере этой оперы в Метрополитен-опера, где её успех был столь же велик, сколь и в Вене.
После короткого брака с неким Винером, который длился всего два года, она вышла замуж за австрийского барона Фридриха Леопольда Сальватора (1886 — 1953). Её третьим мужем был (1935) голливудский магнат Уинфилд Шихан, который умер в 1945 году. В 1948 году она вышла замуж за бизнесмена из Нью-Джерси Ирвинга Сири и переехала в особняк, расположенный в Форест-Хилл, окрестности Ньюарк, Нью-Джерси, где жила до самой смерти в 1982 году в возрасте 94 лет. Она умерла в Ориндже, Нью-Джерси, и похоронена на кладбище Святого Креста, Северный Арлингтон, штат Нью-Джерси. Ерица выпустила ряд записей, многие из которых впоследствии были выпущены на компакт-дисках.

## Ссылка
- Ерица, Мария (англ.) на сайте AllMusic Erik Eriksson's Brief Biography of Maria Jeritza